# Hans Känel
Hans Känel (nascido em 3 de maio de 1953) é um ex-ciclista suíço. Competiu nos Jogos Olímpicos de Verão de 1980 em Moscou, onde foi membro da equipe suíça de ciclismo que terminou em oitavo lugar na perseguição por equipes de 4 km em pista. Dois anos depois, em 1982, se profissionalizou e competiu no Tour de France. Desligou-se das competições em 1987.